# Cemitério da Irmandade de Santo Antônio
Pórtico do cemitério
O Cemitério da Irmandade de Santo Antônio, também conhecido como  cemitério Santo Antônio ou cemitério velho de Campo Maior, é um cemitério brasileiro do século XIX localizado em Campo Maior, no estado brasileiro do Piauí.

## História
Foi construído perto da igreja matriz da Vila de Campo Maior, no século XIX, pela Irmandade de Santo Antônio para servir de cemitério. Tem arquitetura sepulcral com diversos adornos arquitetônicos em mármore, latão e pedrarias; tem um muro alvenariado com barro e pedras com uma cobertura de telhas.
 

Em 1938 Paulo Barreto, na Revista do Patrimônio Histórico e Artístico Nacional assim se expressa sobre as características de uso e arquitetônicas da unidade sepulcral:
| “ | Visitamos os cemitérios de Parnaíba, Campo Maior, Valença e Oeiras. O de Parnaíba não tem nenhum interesse; só contém as comuns sepulturazinhas em mármore. Os demais formaram-se em quadro. No centro de um dos lados, o portão de entrada e correspondendo a este, do lado oposto, pequena capela. Toda a área é cercada com grossos muros, cobertos com telha, onde estão situados os columbarios. Lotado o cemitério, é acrescido de nova quadra para frente, o antigo portão é trazido para o novo muro que lhe fica fronteiro, e a primitiva entrada fica completamente aberta, comunicando a primeira com a segunda quadra. Havendo necessidade de uma terceira quadra, como no caso de Valença, é puxado o cemitério para trás, abrindo-se então duas pequenas passagens, ao lado da capela. Esta formando sempre alinhamento com o muro dos fundos da primeira quadra. As sepulturas são baixas, caiadas de branco e cobertas com lage de rio; simples e de bom aspecto. | ” |

### Inicio dos sepultamentos
Conforme pesquisa de mestrado em arquelogia do banco de dados da Universidade Federal do Piauí: "Em Campo Maior, a data gravada na lápide mais antiga encontrada no cemitério Santo Antônio é de 1804 o que permite levantar duas possibilidades: a de um translado ou a de que já desde o início do século XIX o cemitério estava incrustado na paisagem da cidade. Caso seja comprovada a segunda possibilidade levantada será possível lhe atribuir uma singularidade de implantação quando comparada a outras localidades do país".